# Bilal El Khannouss
Bilal El Khannouss (Strombeek-Bever, 10 mei 2004) is een Belgisch-Marokkaanse profvoetballer die doorgaans als middenvelder speelt. Hij stroomde in 2022 door uit de jeugdopleiding van KRC Genk en tekende in 2024 bij Leicester City. El Khannouss debuteerde in 2022 in het Marokkaans voetbalelftal.

## Clubcarrière
El Khannouss speelde van 2009 tot 2019 voor de jeugd van RSC Anderlecht. In 2019 maakte hij de overstap naar de jeugdopleiding van KRC Genk. In juli 2020 ondertekende hij er zijn eerste profcontract. Op 21 mei 2022 mocht hij op de laatste speeldag van het seizoen 2021/22 debuteren in het eerste elftal. El Khannouss viel in de 73ste minuut in voor Kristian Thorstvedt. De wedstrijd zou uiteindelijk eindigen op een 0-0 eindstand. Op 27 juni 2022 werd bekend dat hij zijn contract verlengde tot 2026.
Op 31 juli 2022, op de tweede speeldag van het seizoen 2022/23, kreeg El Khannouss zijn eerste basisplaats in het eerste elftal van Genk in de thuiswedstrijd tegen Standard Luik. Hij speelde 60 minuten mee en had een voet in de eerste twee doelpunten in de 3-1 overwinning van Genk. El Khannouss hield vervolgens zijn basisplaats vast in het elftal van coach Wouter Vrancken en werd een van de revelaties van het seizoen in de Belgische competitie. Op 16 april 2023 scoorde hij, in de 5-2 overwinning van Genk, in thuiswedstrijd tegen RSC Anderlecht zijn eerste professionele doelpunt.

## Clubstatistieken
| Seizoen     | Club        | Competitie      | Competitie | Competitie | Competitie | Beker | Beker | Beker | Internationaal | Internationaal | Internationaal | Totaal | Totaal | Totaal |
| Seizoen     | Club        | Competitie      | Wed.       | Dlp.       | Ass.       | Wed.  | Dlp.  | Ass.  | Wed.           | Dlp.           | Ass.           | Wed.   | Dlp.   | Ass.   |
| ----------- | ----------- | --------------- | ---------- | ---------- | ---------- | ----- | ----- | ----- | -------------- | -------------- | -------------- | ------ | ------ | ------ |
| 2021/22     | KRC Genk    | Eerste klasse A | 1          | 0          | 0          | 0     | 0     | 0     | —              | —              | —              | 1      | 0      | 0      |
| 2022/23     | KRC Genk    | Eerste klasse A | 39         | 1          | 5          | 2     | 0     | 0     | —              | —              | —              | 41     | 1      | 5      |
| 2023/24     | KRC Genk    | Eerste klasse A | 28         | 3          | 6          | 2     | 0     | 0     | 12             | 0              | 2              | 42     | 3      | 8      |
| Club Totaal | Club Totaal | Club Totaal     | 68         | 4          | 11         | 4     | 0     | 0     | 12             | 0              | 2              | 84     | 4      | 13     |
| TOTAAL      | TOTAAL      | TOTAAL          | 68         | 4          | 11         | 4     | 0     | 0     | 12             | 0              | 2              | 84     | 4      | 13     |

Bijgewerkt op 16 juli 2024.

## Interlandcarrière
Hij heeft de dubbele nationaliteit en kan dus voor zowel België als Marokko uitkomen. In 2019 debuteerde El Khannouss als jeugdinternational voor de U15 van het Belgisch voetbalelftal. Van 2019 tot 2021 speelde hij ook nog jeugdinterlands voor de U16, U17 en U18 van België. In 2022 maakte El Khannouss echter de definitieve keuze om uit te komen voor het Marokkaans voetbalelftal. Op 22 september 2022 kwam hij voor het eerst uit voor de U23 van Marokko in een oefeninterland tegen Senegal. 
Op 10 november 2022 maakte de Marokkaanse bondscoach Walid Regragui bekend dat El Khannouss tot zijn definitieve selectie behoorde voor het Wereldkampioenschap voetbal 2022 in Qatar.
El Khannouss maakte op 17 december 2022 zijn debuut voor het Marokkaanse voetbalelftal in de troostfinale van het WK in Qatar tegen Kroatië.

## Erelijst
| Individueel                                          |    |            |
| Belgisch voetbalbelofte van het jaar (Gouden schoen) | 2x | 2022, 2024 |
| Prijs Dominique D'Onofrio                            | 1x | 2022       |

| Competitie          | Winnaar     | Winnaar     | Runner-up   | Runner-up   | Derde       | Derde       |
| Competitie          | Aantal      | Jaren       | Aantal      | Jaren       | Aantal      | Jaren       |
| Marokko U23         | Marokko U23 | Marokko U23 | Marokko U23 | Marokko U23 | Marokko U23 | Marokko U23 |
| ------------------- | ----------- | ----------- | ----------- | ----------- | ----------- | ----------- |
| Afrika Cup onder 23 | 1x          | 2023        |             |             |             |             |